# NGC 2667
NGC 2667 је спирална галаксија у сазвежђу Рак која се налази на NGC листи објеката дубоког неба.
Деклинација објекта је + 19° 1' 11" а ректасцензија 8h 48m 27,2s. Привидна величина (магнитуда) објекта NGC 2667 износи 14,0 а фотографска магнитуда 14,9. NGC 2667 је још познат и под ознакама NGC 2667A, IC 2410, MCG 3-23-7, CGCG 90-16, PGC 24741.